# Caleb Bragg
Caleb Smith Bragg (ur. 23 listopada 1885 roku w Cincinnati, zm. 24 października 1943 roku w Nowym Jorku) – amerykański kierowca wyścigowy, pionier lotniczy, motorowodniak i wynalazca motoryzacyjny. Współtwórca hamulców Bragga-Kliesratha.

## Kariera wyścigowa
W swojej karierze Bragg startował głównie w Stanach Zjednoczonych w mistrzostwach AAA Championship Car oraz towarzyszącym mistrzostwom słynnym wyścigu Indianapolis 500. W drugim sezonie startów, w 1912 roku odniósł jedno zwycięstwo - w Grand Prix Stanów Zjednoczonych, a w Indy 500 nie osiągnął linii mety. Z dorobkiem 320 punktów został sklasyfikowany na piętnastym miejscu w końcowej klasyfikacji kierowców. W kolejnych sezonach AAA Championship Car nie zdobywał punktów.